# Leirfjord
Leirfjord és un municipi situat al comtat de Nordland, Noruega. Té 2,307 habitants (2018) i la seva superfície és de 465.28 km². El centre administratiu del municipi és el poble de Leland. Els altres pobles de Leirfjord són Bardalssjøen i Sundøy. El gran Pont de Helgeland es troba parcialment al municipi, que el connecta a Alstahaug i a la ciutat de Sandnessjøen.
El municipi de Leirfjord es troba al voltant del Leirfjorden; la major part del qual està situada al continent i una petita part es troba al nord-est de l'illa d'Alsta. El Pont de Sundøy connecta el continent amb la part nord-oriental de l'illa d'Alsta i el Pont de Helgeland el connecta amb la resta d'Alsta i la ciutat de Sandnessjøen. El Ranfjorden es troba al nord de Leirfjord i el Vefsnfjorden se situa al llarg de la part sud del municipi.